# Opel Sintra
De Opel Sintra is een MPV gebouwd door General Motors voor de Europese markt (in het Verenigd Koninkrijk onder de naam Vauxhall Sintra) tussen 1996 en 1999. In 1996 werd de auto in Duitsland geïntroduceerd en pas in 1997 leverbaar in Nederland. De auto is genoemd naar het Portugese stadje Sintra en is gebaseerd op de Pontiac Trans Sport. De auto is de enige personenauto van Opel met een schuifdeur.
De auto werd in 1999 van de markt gehaald, nadat in de EuroNCAP botsproeven gebleken was, dat de Sintra een bijzonder onveilige auto was in vergelijking met de concurrentie.
De Opel Sintra werd in 1999 afgelost door de Opel Zafira.

## Motoren
Benzine
| Type     | Motor     | Motor     | Motor   | Vermogen | Koppel | Jaartal     | Uitvoering |
| Type     | Inhoud    | Cilinders | Kleppen | Vermogen | Koppel | Jaartal     | Uitvoering |
| -------- | --------- | --------- | ------- | -------- | ------ | ----------- | ---------- |
| 2.2i 16V | 2.198 cm³ | 4-in-lijn | 16v     | 141 pk   | 202 Nm | 1997 - 1999 | GLS        |
| 3.0i V6  | 2.962 cm³ | V6        | 24v     | 201 pk   | 260 Nm | 1997 - 1999 | CD         |

Diesel
| Type    | Motor     | Motor     | Motor   | Vermogen | Koppel | Jaartal     | Opmerking |
| Type    | Inhoud    | Cilinders | Kleppen | Vermogen | Koppel | Jaartal     | Opmerking |
| ------- | --------- | --------- | ------- | -------- | ------ | ----------- | --------- |
| 2.2 DTi | 2.171 cm³ | 4-in-lijn | 16v     | 115 pk   | 260 Nm | 1998 - 1999 | GLS - CD  |